# アッピウス・クラウディウス・ルッスス
アッピウス・クラウディウス・ルッスス（ラテン語: Appius Claudius Russus, 生没年不詳）は共和政ローマのパトリキ（貴族）出身の政治家・軍人。紀元前268年に執政官（コンスル）を務めた。

## 経歴
父は紀元前307年の執政官でアッピア街道の建設者としても有名なアッピウス・クラウディウス・カエクスである。
紀元前268年にプブリウス・センプロニウス・ソプスとともに執政官に就任。ルッススはソプスとともにピケヌム（en）に勝利し、その勝利を讃えて凱旋式を実施する栄誉を得た。またアリミヌム（現在のリミニ）とベネウェントゥム（現在のベネヴェント）に植民都市を建設した。しかし、ルッススは1年の任期が完了する前に死去した。
カピトリヌスのファスティと354年のクロノグラフィ（en）によれば、彼のコグノーメン（第三名、家族名）はルッススとなっているが、ヒダティウス（en）の年代記とパスカルの年代記（en）では、おそらくは間違いと思われるが、「ルフス」とされている。

## 逸話
ガイウス・スエトニウス・トランクィッルスは、「クラウディウス・ドルススは冠を着けた彼の像をフォルムの一つに建て、クリエンテスを通じて全イタリアを支配しようとした」と述べているが、後世の歴史家によれば、これはルッススの事であるという

## 参考資料
1. ↑  ウェッレイウス・パテルクルス『ローマ世界の歴史』、I. 14. 7.
2. 1 2  エウトロピウス『首都創建以来の略史』、II. 16.
3. ↑  凱旋式のファスティ
4. ↑  ガイウス・スエトニウス・トランクィッルス『皇帝伝：ティベリウス』、II.